# SciTE
SciTE – wieloplatformowy edytor kodu źródłowego o otwartym kodzie źródłowym oparty na komponencie Scintilla. Jego pierwotną funkcją było zaprezentowanie możliwości Scintilli.
Oprócz typowych funkcji, które można znaleźć w większości edytorów kodu źródłowego, SciTE oferuje:
- edytowalne kolorowanie składni dla różnych języków;
- formatowanie kodu źródłowego;
- autouzupełnianie składni języków w oparciu o konfigurowalne pliki;
- zawijanie tekstu;
- elastyczny system plików konfiguracyjnych do edytowania zarówno wyglądu, jak i użyteczności;
- wielojęzyczny interfejs;
- tworzenie skryptów edycyjnych w Lua;
- wbudowane możliwość konfigurowania i uruchamiania innych programów bezpośrednio z poziomu edytora (integracja z make, CVS i kompilatorami, wykorzystywane przy kompilacji i budowaniu programów)[2].